# Aegialites
Aegialites es un género de escarabajos de la familia Salpingidae. El género fue descrito científicamente primero por Mannerheim en 1853.

## Especies
- Aegialites alaskaensis
- Aegialites antsiferovaensis
- Aegialites beringensis
- Aegialites californicus
- Aegialites canadensis
- Aegialites charlottae
- Aegialites chirinkotanensis
- Aegialites ekarmaensis
- Aegialites farallonensis
- Aegialites fuchsii
- Aegialites gracilis
- Aegialites iturupensis
- Aegialites kharimkotanensis
- Aegialites latus
- Aegialites leleji
- Aegialites longicornis
- Aegialites marinensis
- Aegialites onekotanensis
- Aegialites raikokensis
- Aegialites saintgeorgensis
- Aegialites saintpaulensis
- Aegialites shiashkotanensis
- Aegialites shumshuensis
- Aegialites stejneri
- Aegialites subopacus